# Carlos Moros Gracia
Carlos Moros Gracia (Sagunto, 15 aprile 1993) è un calciatore spagnolo, difensore dell'Omonia 29is Maiou.

## Carriera
Nativo di Sagunto, nella Comunità Valenciana, Moros Gracia ha svolto tutta la trafila nel settore giovanile del Valencia.
L'8 agosto 2012 si è trasferito ufficialmente all'Atlético Saguntino, la squadra della città in cui è nato, che all'epoca era impegnata in Tercera División. Qui è rimasto fino al 2015, periodo durante il quale è anche riuscito a conquistare la fascia da capitano.
Al termine della stagione 2014-2015, Moros Gracia è volato negli Stati Uniti per sfruttare l'opportunità di prendere parte a un programma scolastico presso la Temple University di Filadelfia. Allo stesso tempo ha militato nella squadra di calcio dell'ateneo.
Durante la sessione invernale di mercato che precedeva l'inizio dell'Allsvenskan 2017, il difensore spagnolo è stato ingaggiato dagli svedesi del GIF Sundsvall su segnalazione di Brian Clarhaut, suo allenatore alla Temple University che nel frattempo aveva assunto il ruolo di assistente sulla panchina del Nyköping. Tuttavia, a causa di alcuni problemi burocratici, Moros Gracia ha potuto debuttare nel campionato svedese solo nel successivo mese di luglio, alla riapertura del mercato estivo. La stessa sorte è toccata al connazionale David Batanero. Nel corso della stagione 2018 – anno in cui la colonia spagnola al GIF Sundsvall si è ulteriormente allargata con gli arrivi tra inverno ed estate di Juanjo Ciércoles, Samu de los Reyes, Pol Moreno e David Haro – Moros Gracia ha collezionato 29 presenze su 30 partite di campionato. Nel 2019 Moros Gracia – che in quell'estate ha ereditato la fascia di capitano a seguito della cessione di Linus Hallenius – ha invece giocato 28 partite, ma la squadra si è classificata penultima ed è retrocessa in Superettan. Il giocatore, che era in scadenza di contratto, ha così lasciato il GIF Sundsvall.
Moros Gracia ha poi proseguito la carriera in Polonia all'ŁKS Łódź con un contratto di un anno e mezzo, disputando l'Ekstraklasa 2019-2020 nella rimanente parte di stagione e la I liga 2020-2021 l'anno successivo.
Il 30 luglio 2021 è tornato a far parte di una squadra svedese con l'ingaggio da parte del Mjällby, società che lo ha tesserato nell'ottica di sostituire Eric Björkander il quale era stato ceduto pochi giorni prima. In giallonero rimane per una stagione e mezzo, fino alla sua scadenza contrattuale.
Le sue buone prestazioni con la maglia del Mjällby hanno attirato l'attenzione dei dirigenti del Djurgården, che lo hanno ingaggiato a parametro zero con un accordo triennale valido dal gennaio 2023. Il suo utilizzo è stato tuttavia piuttosto limitato, tanto che già in estate è stato vicino a lasciare il club. Rimasto fino al termine della stagione, in campionato ha collezionato solo otto presenze, di cui la metà da titolare.
Nel gennaio 2024 ha lasciato il Djurgården per approdare ai campioni di Finlandia dell'HJK guidati in panchina dal suo connazionale Ferran Sibila, il quale era stato assistente allenatore ai tempi in cui Moros Gracia aveva militato nel GIF Sundsvall. Con il club della capitale finlandese tuttavia ha giocato solo 5 gare di campionato e 2 di coppa, prima che il 17 luglio la società comunicasse la rescissione con il giocatore, il quale nel frattempo era uscito dalle rotazioni. Qualche giorno più tardi, il 7 agosto, Moros Gracia è approdato nella seconda serie svedese al Degerfors con un contratto fino alla fine dell'anno, giocando 12 partite in una stagione conclusa con la promozione.
Nel gennaio si è unito alla squadra cipriota dell'Omonia 29is Maiou, che in quel momento occupava l'ultimo posto in classifica del massimo campionato nazionale.